# Edin Mujčin
Edin Mujčin (n. 14 ianuarie 1970, Brod⁠(d), Republika Srpska, Bosnia și Herțegovina) este un fost fotbalist bosniac.
Între 1997 și 2002, Mujčin a jucat 24 de meciuri pentru echipa națională a Bosniei-Herțegovina.

## Statistici
| Bosnia și Herțegovina | Bosnia și Herțegovina | Bosnia și Herțegovina |
| An                    | Meciuri               | Goluri                |
| --------------------- | --------------------- | --------------------- |
| 1997                  | 4                     | 1                     |
| 1998                  | 5                     | 0                     |
| 1999                  | 6                     | 0                     |
| 2000                  | 3                     | 0                     |
| 2001                  | 4                     | 0                     |
| 2002                  | 2                     | 0                     |
| Total                 | 24                    | 1                     |